# Indoxina (pel·lícula)
Indoxina (títol original: Indochine) és una pel·lícula francesa, dirigida per Régis Wargnier estrenada el 1992. Ha estat doblada al català.

## Argument
La pel·lícula relata una part de la història de la Indoxina francesa els anys 1920-1950 a través d'una família francesa colonial de les plantacions de cautxú, immersa en l'aixecament de Vinh i el motí de Yên Bay el 1927, fins als Acords de Ginebra de 1954 que van posar fi a la presència francesa a Indoxina. En aquest marc històric trobem una història d'amor entre l'hereva d'aquesta família, Éliane, i un tinent de navili de la marina francesa. Aquest optarà pels nacionalistes vietnamites, per amor per a una princesa vietnamita (Camille, noia adoptiva d'Éliane), comunista en els presidis francesos. El cap de la «Seguretat» colonial francesa el « suïcidarà ».
Al voltant d'una ficció novel·lada, aquesta pel·lícula és també una saga del «Procés de la colonització francesa» publicat al diari El Pària  el 1925 pel militant proscrit Nguyen Ai Quoc a París, abans de convertir-se en el president Ho Chi Minh. Aquesta saga roda al voltant de la resistència vietnamita a la colonització francesa que el van portar al Presidi de Poulo Condor i a la Revolució d'agost de 1945. S'acaba amb els Acords de Ginebra de 1954 on Camille, membre de la delegació de la República Democràtica del Vietnam, troba el seu fill fet adult. Paper secundari a la pel·lícula, el personatge de Camille s'ha fet l'emblema, el portaestendard i el portaveu en la Història.
Eliane Devries és representativa dels aquests "asiàtics", afectats del "mal groc", com Lucien Bodard.
Guy Asselin, Cap de la «Seguretat» colonial francesa, és la caricatura crítica de l'administració colonial per la seva lucidesa que expressa per la paraula i el gest la qual cosa escriu Bodard.
Camille, princesa annamita, representa el poble vietnamita, de l'esclavitud a la independència.
La pel·lícula s'obre el febrer de 1930 amb el fracàs del motí de la guarnició de Yen Bay i la «decapitació» del Partit nacional democràtic. Nguyen Ai Quoc unifica els tres grupuscules comunistes en un Partit Comunista Indoxinès.
Els pagesos caminen sobre la capital provincial Vinh en aquest aixecament dels pagesos del Nghe Tinh, del Guang Nam, Guang Ngai i de Conxinxina, organitzat pel PCI.

## Repartiment
- Catherine Deneuve - Éliane Devries, l'hereva de la família colonial dels plantadors de cautxú ;
- Vincent Perez - Jean-Baptiste Le Guen, el tinent de navili de la marina francesa que ha optat pel nacionalisme vietnamita per amor a la princesa vietnamita comunista ;
- Jean Yanne - Guy Asselin, cap de la «Seguretat» colonial francesa ;
- Linh Dan Pham - Camille, noia adoptiva d'Éliane, la princesa vietnamita ;
- Dominique Blanc - Yvette, esposa de la Dominica ;
- Alain Formatger - Dominica, "petit blanc" utilitzat com a contramestre de la plantació ;
- Eric Nguyen - Thanh, estudiant vietnamita tornat de França en nacionalista vietnamita ;
- Carlo Brandt - Castellani, un inspector reforça de la policia (Seguretat) colonial francesa ;
- Jean-Baptiste Huynh - Étienne.

## Premis i nominacions

### Premis
- Premis César
  - A la millor actriu - Catherine Deneuve
  - A la millor actriu secundària - Dominica Blanc
  - A la millor fotografia - François Catonné
  - Al millor so - Dominica Hennequin i Guillaume Sciama
  - Als millors decorats - Jacques Bufnoir
- Oscar a la millor pel·lícula de parla no anglesa

### Nominacions
- Premis César
  - A la millor pel·lícula
  - Al millor director - Regis Wargnier
  - A la millor esperança femenina - Linh Dan Phan
  - Al millor actor secundari - Jean Yanne
  - A la millor música escrita per a una pel·lícula - Patrick Doyle
  - Al millor muntatge - Geneviève Winding
  - Al millor vestuari - Pierre-Yves Gayraud i Gabriella Pescucci
- Oscar a la millor actriu - Catherine Deneuve